# Don Tallon
Pour les articles homonymes, voir Tallon.
Donald Tallon (né le 17 février 1916 à Bundaberg, décédé le 7 septembre 1984 à Bundaberg), communément appelé Don Tallon, était un joueur de cricket australien. Il a disputé son premier test pour l'équipe d'Australie en 1946. Considéré comme l'un des meilleurs gardien de guichet de l'histoire du cricket australien, il fit partie de l'équipe des Invincibles menée par Donald Bradman en 1948.

## Carrière
Tallon fait ses débuts en first-class cricket avec Queensland en 1933 contre Victoria. En 1935-36, il a les meilleurs statistiques de batteur de son équipe avec 503 runs à une moyenne de 55,88. Malgré ses performances en tant que gardien, il n'est jamais sélectionné avant la Seconde Guerre mondiale : jusqu'en 1937, Bert Oldfield est le premier choix des sélectionneurs; puis sa non-sélection en 1938 est une surprise pour les commentateurs, alors qu'il est soutenu par Don Bradman. Il égale deux records du monde en first-class cricket en 1938-39 : il réalise 12 dismissals en un match contre la Nouvelle-Galles du Sud, puis devient le quatrième gardien à réaliser 7 dismissals en un innings, contre Victoria. Il finit la saison avec 34 dismissals en 6 matchs, ce qui constitue alors un nouveau record dans le Sheffield Shield. Entré dans l'armée australienne en 1939, il est démobilisé en 1942 à cause d'un ulcère à l'estomac. Il a trente ans lorsque le first-class cricket reprend en Australie.
Il fait ses débuts en sélection en 1946 contre la Nouvelle-Zélande, dans un match auquel sera donné ultérieurement le statut de test. Il fait partie ensuite de l'équipe amenée à rencontre l'Angleterre en 1946-47, face à laquelle il devient le deuxième gardien de l'histoire à passer la barre des 20 dismissals en une série de tests. Après une série de tests face à l'Inde en 1947-48, il fait ensuite partie de l'équipe des Invincibles, qui est invaincue durant toute sa tournée en Angleterre en 1948. Des raisons personnelles l'empêche de participer à la tournée en Afrique du Sud en 1949-50. Il revient dans l'équipe pour participer aux Ashes de 1950-51. Il manque totalement la saison 1951-52 et ne retrouve pas sa place en sélection en 1952-53. Sélectionné pour la tournée pour la tournée de 1953 en Angleterre, il joue le premier test avant de perdre sa place. Il se retire du cricket après le premier match du Sheffield Shield de 1953-54.

## Équipes
- Queensland
  - First-class cricket : 1933-34 - 1953-54

## Sélections
- 21 sélections en Test cricket (1946 - 1953)

## Récompenses individuelles
- Un des cinq Wisden Cricketers of the Year de l'année 1949.